# Borovina (585 m)
Borovina s nadmořskou výškou 585 m je po Žebrákovském kopci druhým nejvyšším vrcholem Světelské pahorkatiny. Nachází se zhruba 1,5 km jihovýchodně od obce Číhošť. Na severovýchodním svahu kopce se rozkládá obec Kynice.
Na jejím vrcholu stojí přenosná stanice radiotelefonní sítě. Výška věže činí 52 m. V minulosti zde stávala dřevěná rozhledna. Za dobrých podmínek lze z vrcholu spatřit i Krkonoše.

## Vodstvo
Kopec odvodňují toky patřící do povodí řeky Sázavy. Severní a západní úbočí patří do povodí Olešenského potoka. Severovýchodní a východní úbočí odvodňuje říčka Sázavka. Vody z jižního a jihovýchodního úbočí odtékají prostřednictvím Žebrákovského potoka.